# Caffè nero bollente/Meno male che il temporale sta passando
Caffè nero bollente/Meno male che il temporale sta passando è un singolo di Fiorella Mannoia del 1981 pubblicato per la CGD - Compagnia Generale del Disco (Catalogo: CGD 10318 - Matrici: 2c-10318-1N/2c-10318-2N). A partire dal 2001 il disco viene reso disponibile per il download digitale con etichetta Warner Music Italy.

## Caffè nero bollente
Il brano Caffè nero bollente è il primo brano con cui Fiorella Mannoia si presenta al Festival di Sanremo, era il 1981. La canzone, scritta da Mimmo Cavallo e Rosario De Cola, si classifica all'undicesimo posto a pari merito con altri partecipanti. Nel 2005 Gennaro Cosmo Parlato realizza una cover del brano inserendola nell'album Che cosa c'è di strano?.

## Tracce
Lato A
1. Caffè nero bollente – 4:25 (Mimmo Cavallo e Rosario De Cola; edizioni musicali Sugar Music, Calycanthus)

Lato B
1. Meno male che il temporale sta passando – 4:39 (Mimmo Cavallo e Memmo Foresi; edizioni musicali Calycanthus)

Durata totale: 9 min : 04 s

## Classifiche
| Paese  | Posizione raggiunta |
| ------ | ------------------- |
| Italia | 35                  |